# Dorwać Gunthera
Dorwać Gunthera (ang. Killing Gunther) – amerykański film komediowy z gatunku akcja z 2017 roku w reżyserii Tarana Killama, wyprodukowany przez wytwórnię Saban Films. Główne role w filmie zagrali Arnold Schwarzenegger i Taran Killam.
Premiera filmu odbyła się 20 października 2017 w Stanach Zjednoczonych. Sześć miesięcy później, 27 kwietnia 2018 obraz trafił do kin na terenie Polski.

## Fabuła
Blake jest początkującym płatnym zabójcą. Ambitny młody mężczyzna chce sprzątnąć tajemniczego, znienawidzonego i niesławnego Gunthera, legendę branży killerskiej (Arnold Schwarzenegger), który podkopał jego z trudem budowany autorytet, a także miał romans z Lisą (Cobie Smulders), w której Blake kocha się na zabój. Mściwy młodzieniec z grupą niedoświadczonych specjalistów od mokrej roboty zmuszają ekipę filmowców do nagrania wyroku na Guntherze, aby mieć dowód swojego niebywałego wyczynu.

## Obsada
- Arnold Schwarzenegger jako Gunther
- Taran Killam jako Blake
- Bobby Moynihan jako Donnie
- Hannah Simone jako Sanaa
- Peter Kelamis jako Rahmat
- Aaron Yoo jako Yong
- Paul Brittain jako Gabe
- Amir Talai jako Izzat
- Ryan Gaul jako Barold
- Allison Tolman jako Mia
- Cobie Smulders jako Lisa

## Produkcja
Zdjęcia do filmu zrealizowano w Vancouver (Kanada). Okres zdjęciowy do filmu trwał od 18 lipca do 29 sierpnia 2016 roku.

## Odbiór
Film Dorwać Gunthera spotkał się z mieszaną reakcją krytyków. W serwisie Rotten Tomatoes 55% z dwudziestu recenzji filmu jest pozytywne (średnia ocen wyniosła 5,1 na 10). Na portalu Metacritic średnia ocen z 7 recenzji wyniosła 53 punkty na 100.